# Pandanus gladiator
Pandanus gladiator är en enhjärtbladig växtart som beskrevs av Benjamin Clemens Masterman Stone. Pandanus gladiator ingår i släktet Pandanus och familjen Pandanaceae. Inga underarter finns listade.